# Kevin Dare
Kevin John Dare (sinh ngày 15 tháng 11 năm 1959 ở Finchley) là một cựu cầu thủ bóng đá người Anh thi đấu cho Crystal Palace ở Football League ở vị trí hậu vệ trái. Ông bắt đầu sự nghiệp trẻ tại Crystal Palace và ký hợp đồng chuyên nghiệp vào tháng 2 năm 1977. Ông không được ra sân ở Giải vô địch cho đến năm 1981 khi Palace có nhiều lựa chọn ở hàng hậu vệ bao gồm Kenny Sansom, Terry Fenwick và Paul Hinshelwood. Năm 1982, sau chỉ 6 lần ra sân cho Palace, Dare chuyển sang bóng đá non-league với Enfield.